# Cravegna
Cravegna (Cravegna in piemontese, Cravegna in dialetto ossolano) è una frazione di 150 abitanti della provincia del Verbano-Cusio-Ossola. Cravegna è stato un comune autonomo sino al 1928, quando fu aggregata al comune di Crodo, dal quale dista circa 2 km.
Per secoli le principali attività economiche di Cravegna sono state l'allevamento, l'agricoltura e il commercio con i paesi limitrofi. Dagli anni '60 del XX secolo si è sviluppato il fenomeno della villeggiatura, in particolare dalle province di Milano, Bergamo, Varese e Novara (della quale faceva parte Cravegna e la provincia del Verbano-Cusio-Ossola sino al 1992). 
La frazione è il paese d'origine della famiglia paterna di papa Innocenzo IX: a lui sono dedicati una piazza, un busto e una targa sul campanile. Inoltre vi nacque il matematico Giovanni Giacomo Pierantoni.

A Cravegna fu arrestato, nel 1944, dalla Gestapo, il conduttore Mike Bongiorno, in fuga verso la Svizzera.

## Geografia
Si trova in valle Antigorio, in val d'Ossola. La frazione confina con il comune di Baceno e con le frazioni di Fariolo, Navasco, Campieno, Crino e Viceno.

## Architettura religiosa
- Chiesa di San Giulio: è la principale chiesa di Cravegna. È un'antica chiesa romanica ricostruita e ampliata nei primi decenni del XVI secolo. Al suo interno sono presenti diversi dipinti dei pittori Giovan Battista da Legnano e Paolo Raineri. L'esistenza della chiesa e del cimitero sono confermati da un documento datato 1291. Il cimitero attuale risale al 1844.
- Oratorio di Santa Croce: costruito da Antonio Nocetti, padre di Papa Innocenzo IX, nel XVI secolo. Si trova nella piccola frazione Villa di Cravegna. È stato restaurato nel 1977.

## Sport
- Cravegna è stata sede sino al 2003 di una gara internazionale di corsa su strada: la "Tre Fontane".
- Sulle strade di Cravegna passa annualmente (solitamente nel mese di giugno) il Rally Valli Ossolane.
- Presso il campo sportivo, durante il periodo della festa campestre, si tiene il torneo di calcio "Ossola Summer Cup", trofeo intitolato alla memoria di Luca Cigalotti.